# Историја Саудијске Арабије
Историја Саудијске Арабије као националне државе почела је појавом династије Ал Сауд у централној Арабији 1727. године и каснијим успостављањем Емирата Дирија. Предисламска Арабија, територија која чини модерну Саудијску Арабију, била је место неколико древних култура и цивилизација; праисторија Саудијске Арабије показује неке од најранијих трагова људске активности на свету.
Друга по величини религија на свету, ислам, појавила се у савременој Саудијској Арабији. Почетком 7. века, исламски пророк Мухамед је ујединио становништво Арабије и створио јединствену исламску верску државу. Након његове смрти 632. године, његови следбеници су брзо проширили територију под муслиманском влашћу изван Арабије, освојивши огромне и невиђене делове територије (од Иберијског полуострва на западу до данашњег Пакистана на истоку) за неколико деценија. Арапске династије које потичу из данашње Саудијске Арабије основале су калифате Рашидун (632–661), Омајад (661–750), Абасид (750–1517) и Фатимид (909–1171), као и бројне друге династије у Азији, Африци и Европи.
Подручје данашње Саудијске Арабије се раније састојало од углавном четири различита историјска региона: Хиџаз, Неџд и делови источне Арабије (Ал-Ахса) и јужне Арабије (Асир). Модерну Краљевину Саудијску Арабију основао је 1932. Абдулазиз бин Абдул Рахман, познат на Западу као Ибн Сауд. Абдулазиз је ујединио четири региона у једну државу кроз серију освајања почевши од 1902. године заузимањем Ријада, прадомовине његове породице. Саудијска Арабија је од тада била апсолутна монархија којом се управља по исламистичким начелима. Саудијску Арабију понекад називају „Земљом две свете џамије“, у смислу Ал-Масџид ал-Харам (у Меки) и Ал-Месџид ан-Набави (у Медини), два најсветија места у исламу.
Нафта је откривена 3. марта 1938, а то је праћено са још неколико налаза у Источној провинцији. Саудијска Арабија је од тада постала други највећи светски произвођач нафте (иза САД) и највећи светски извозник нафте, контролишући друге највеће светске резерве нафте и шесте по величини резерве гаса.
Од 1932. до смрти 1953., Абдулазиз је Саудијском Арабијом владао апсолутном монархијом. Након тога, шест његових синова заредом владала краљевством:
1. Сауд, непосредни наследник Абдулазиза, суочио се са већином у краљевској породици и био је на крају свргнут.
2. Фејсал је 1964. заменио Сауда. Све до убиства од стране нећака 1975. године, Фајсал је председавао периодом раста и модернизације подстакнуте нафтним богатством. Улога Саудијске Арабије у нафтној кризи 1973. године и, последични пораст цене нафте, драматично су повећали политички значај и богатство земље.
3. Халид, Фајсалов наследник, владао је за време првих главних знакова неслагања: исламистички екстремисти привремено су преузели контролу над Великом џамијом у Меки 1979. године.
4. Фахд је постао краљ 1982. године. Током његове владавине Саудијска Арабија је постала највећи произвођач нафте на свету. Међутим, унутрашње тензије су се повећале када се та држава придружила Сједињеним Државама, и осталим државама, у Заливском рату 1991. године. Почетком 2000-их исламистичка опозиција режиму извела је низ терористичких напада.
5. Абдулах је наследио Фахда 2005. године. Он је покренуо бројне благе реформе за модернизацију многих институција у земљи и донекле повећао политичку партиципацију.
6. Салман је постао краљ 2015.

## Предисламска Арабија
Постоје докази да људско становање на Арабијском полуострву датира од пре око 63.000 година. Ипак, камено оруђе из средњег палеолита, заједно са фосилима животиња откривених у Тис ал Гадаху, у северозападној Саудијској Арабији, могло би да имплицира да су хоминиди мигрирали кроз „Зелену Арабију“ између пре 300.000 и 500.000 година.
Археологија је открила неке ране насељене цивилизације: цивилизацију Дилмун на истоку Арапског полуострва, Тамуд северно од Хиџаза, Краљевство Кинда у центру и цивилизацију Ал-Магар на југозападу Арабијског полуострва. Најранији познати догађаји у арабијској историји су миграције са полуострва у суседна подручја.
Такође постоје докази из Тимне (Израел) и Тел ел-Келејфеха (Јордан) да је локална курајија/мидијанска грнчарија настала у региону Хиџаза на северозападу Саудијске Арабије, што сугерише да су библијски Мидијанци првобитно дошли из региона Хиџаза на полуострву, пре него што су се проширили на Јордан и јужни Израел.
Дана 9. јуна 2020, у часопису Антика објављено је откриће 35 метара дугог троугластог мегалитског споменика у Думат ал-Џандалу, датираног из седмог миленијума пре нове ере, вероватно посвећеног ритуалним праксама. Археолошки истраживачи из Француске, Саудијске Арабије и Италије, на челу са Оливијом Муњоз, верују да ови налази осветљавају сточарски номадски начин живота и ритуал који се користио у праисторијској Арабији.
У мају 2021. године, археолози су објавили да би 350.000 година старо ашелско налазиште по имену Ан Насим у региону Хајл могло бити најстарије људско насеље у северној Саудијској Арабији. Локалитет је први пут откривен 2015. године коришћењем даљинског истраживања и палеохидролошког моделирања. Оно садржи наслаге палеојезера које се односе на материјале средњег плеистоцена. 354 артефакта које су открили истраживачи, укључујући ручне секире, камено оруђе и љуспице, пружају информације о традицији израде алата најранијих људи који су насељавали југозападну Азију. Осим тога, палеолитски артефакти су слични материјалним остацима откривеним на ашелским налазиштима у пустињи Нефуд.